# Сюнъань

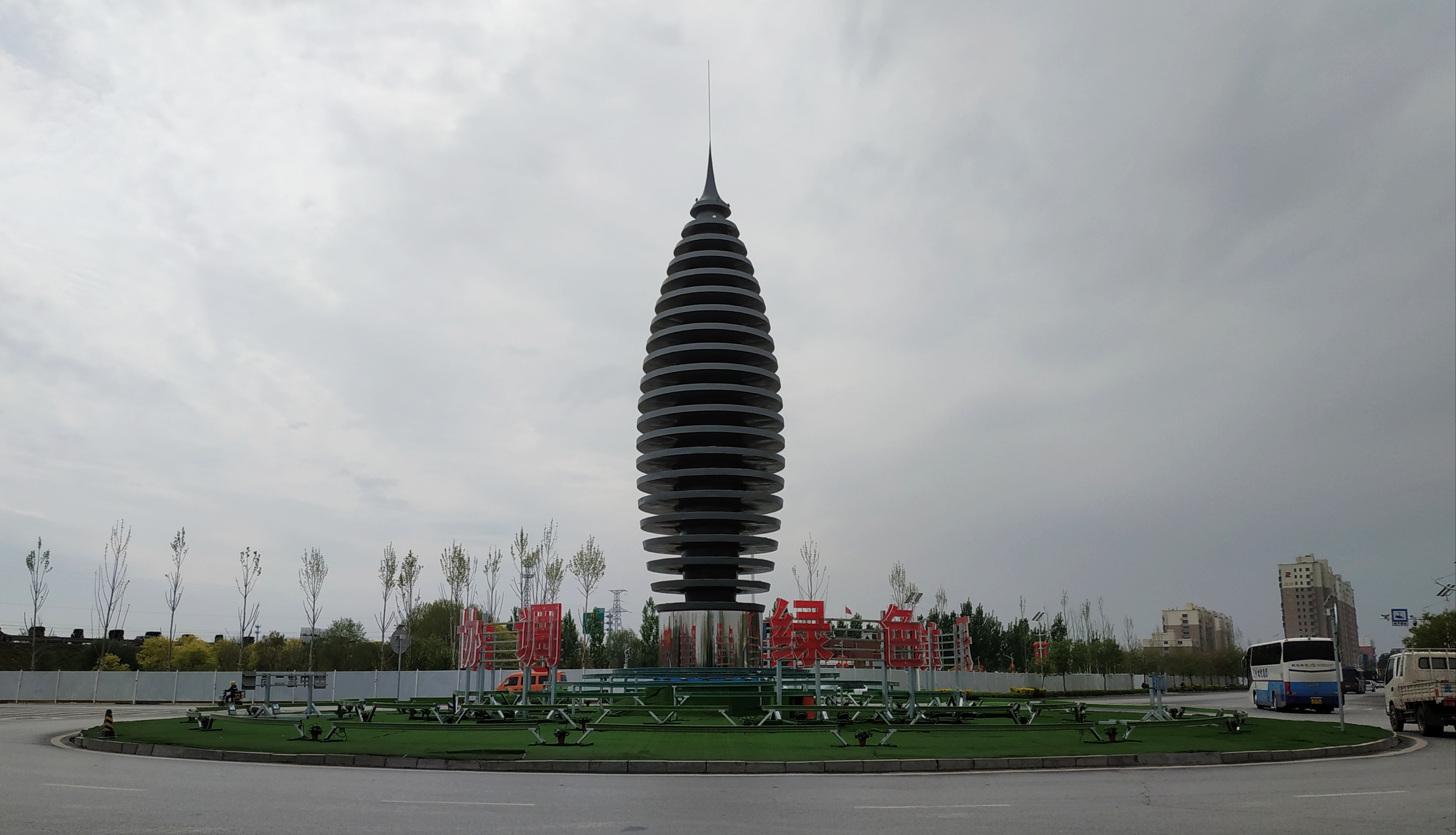
Башня Жунхэ

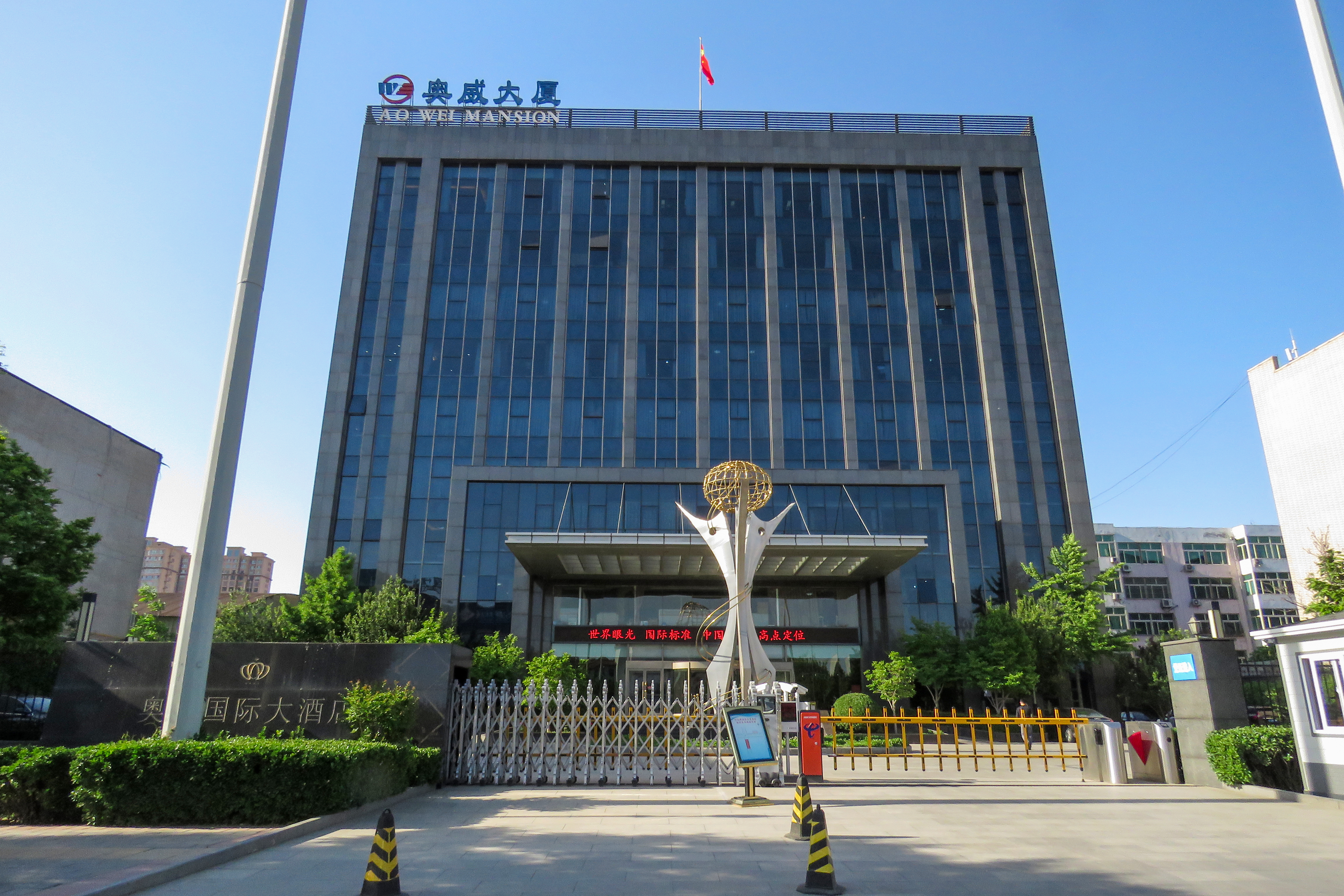
Здание Aowei Mansion в Сюнъане

Новый район Сюнъа́нь (кит. упр. 雄安新区, пиньинь Xióng'ān xīnqū, палл. Сюнъань синьцюй) — новый район государственного уровня, расположенный в городском округе Баодин провинции Хэбэй (КНР). Это 19-й новый район Китая государственного уровня и первый новый район, созданный Центральным комитетом Коммунистической партии Китая и Государственным советом.
По проекту, на выделенной территории должен быть построен крупный инновационный, «зелёный» и умный город с особой инфраструктурой, обслуживаемый исключительно беспилотными автомобилями. Сюнъань должен взять на себя некоторые столичные функции Пекина и разгрузить столичную агломерацию.

## География
Новый район Сюнъань расположен в восточной части городского округа Баодин провинции Хэбэй и включает в себя районы Сюнсянь, Жунчэн и Аньсинь.
Значительную часть территории занимает озеро Байяндянь и водно-болотные угодья вокруг него. На озере обитает 252 вида птиц. По состоянию на 2022 год коэффициент облесения района увеличился до 34 %.

## История
Новый район был официально создан 1 апреля 2017 года; в качестве его названия взяты иероглифы из названий уездов Сюнсянь и Аньсинь. Согласно плану, он проектировался как особая высокотехнологическая зона с некоторыми столичными функциями, разгружающая Пекин, а также как образцовый социалистический город высокого уровня, связанный с агломерацией Пекин — Тяньцзинь — Хэбэй.
14 апреля 2018 года ЦК КПК и Госсовет Китая утвердили «План развития нового района Сюнъань в провинции Хэбэй». 25 декабря Государственный совет утвердил «Генеральный план развития нового района Сюнъань в провинции Хэбэй (2018—2035 годы)».
По состоянию на сентябрь 2022 года инвестиции в строительство Сюнъаня превысили 400 млрд юаней (57,55 млрд долл. США). Численность строителей колебалась от 100 до 200 тыс. человек.

## Административное деление и структура управления

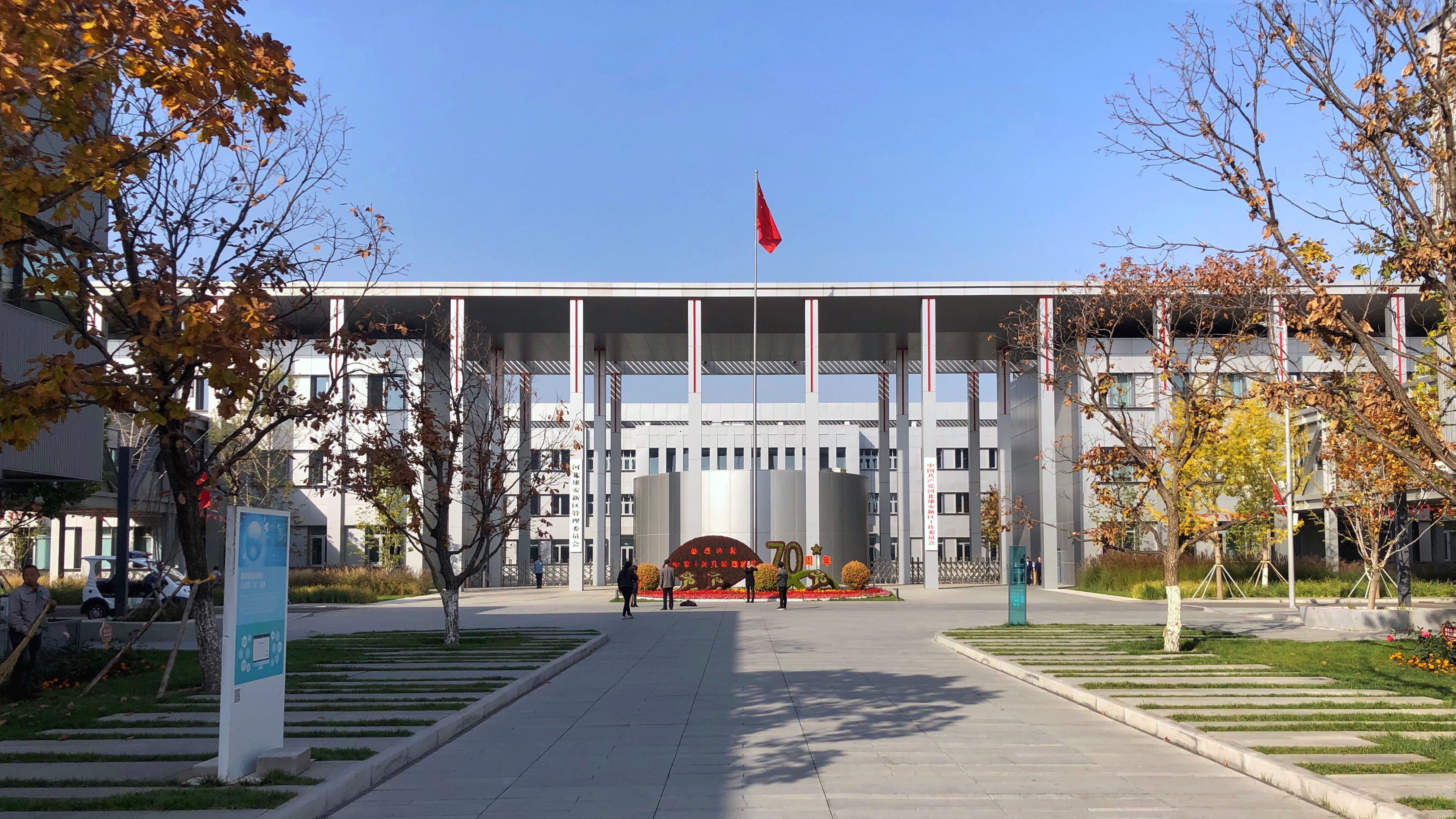
Здание правительства Сюнъаня

Новый район Сюнъань охватывает территорию трёх уездов, прилегающие к территориям этих уездов волость Лунхуа (龙化乡) уезда Гаоян, а также посёлки Маочжоу (鄚州镇), Гоугэчжуан (苟各庄镇) и волость Цицзяньфан (七间房乡) городского уезда Жэньцю городского округа Цанчжоу.
| Карта                                | Карта               | Карта       | Карта          | Карта         | Карта                | Карта        | Карта                   | Карта                   | Карта                   | Карта                   | Карта | Карта | Карта |
| ------------------------------------ | ------------------- | ----------- | -------------- | ------------- | -------------------- | ------------ | ----------------------- | ----------------------- | ----------------------- | ----------------------- | ----- | ----- | ----- |
| оз. Байяндянь Сюнсянь Аньсинь Жунчэн |                     |             |                |               |                      |              |                         |                         |                         |                         |       |       |       |
| Код района                           | Название            | по-китайски | Pinyin         | Площадь в км2 | Центр                | Почтовый код | Административных единиц | Административных единиц | Административных единиц | Административных единиц |       |       |       |
| Код района                           | Название            | по-китайски | Pinyin         | Площадь в км2 | Центр                | Почтовый код | города                  | посёлки                 | волости                 | деревни                 |       |       |       |
|                                      | Новый район Сюнъань | 雄安新区    | Xióng'ān xīnqū | 106,46        | Жунчэн               |              | 20                      | 9                       | 16                      | 557                     |       |       |       |
| 130629                               | Жунчэн              | 容城县      | Róngchéng xiàn | 311           | пос.Жунчэн (容城镇)  | 071700       | 5                       | 3                       | 4                       | 127                     |       |       |       |
| 130632                               | Аньсинь             | 安新县      | Ānxīn xiàn     | 728           | пос.Аньсинь (安新镇) | 071600       | 9                       | 3                       | 5                       | 207                     |       |       |       |
| 130638                               | Сюнсянь             | 雄县        | Xióng xiàn     | 513           | пос.Сюнчжоу (雄州镇) | 071800       | 6                       | 3                       | 7                       | 223                     |       |       |       |

В связи с тем, что Новый район Сюнъань не входит в схему административного деления провинции Хэбэй, для управления им партийным комитетом провинции Хэбэй и Народным правительством провинции Хэбэй были образованы Временный партийный комитет (临时党委) и Подготовительный рабочий комитет (筹备工作委员会), вместе называемые «два комитета» (两委).

## Экономика

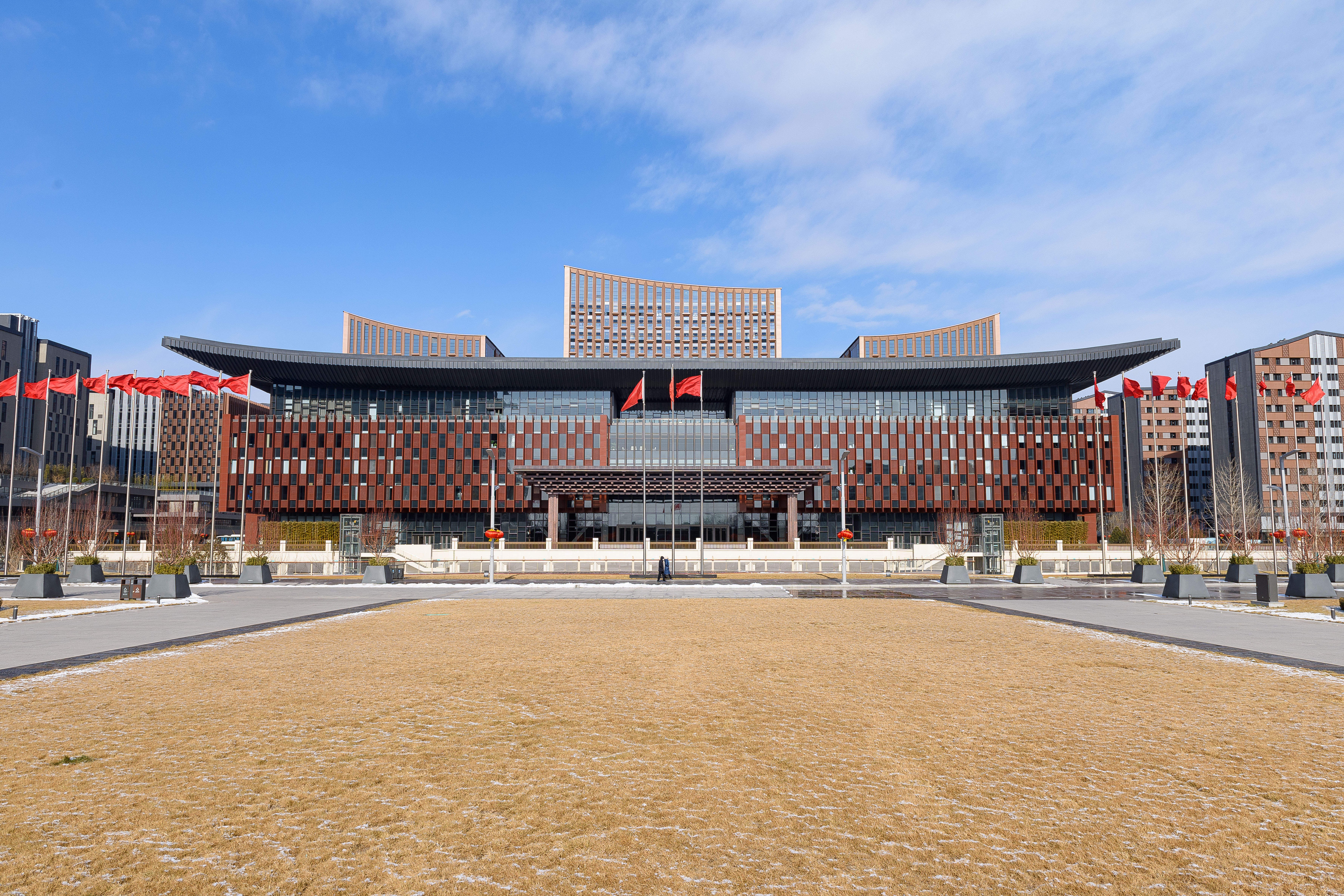
Выставочный центр Сюнъаня

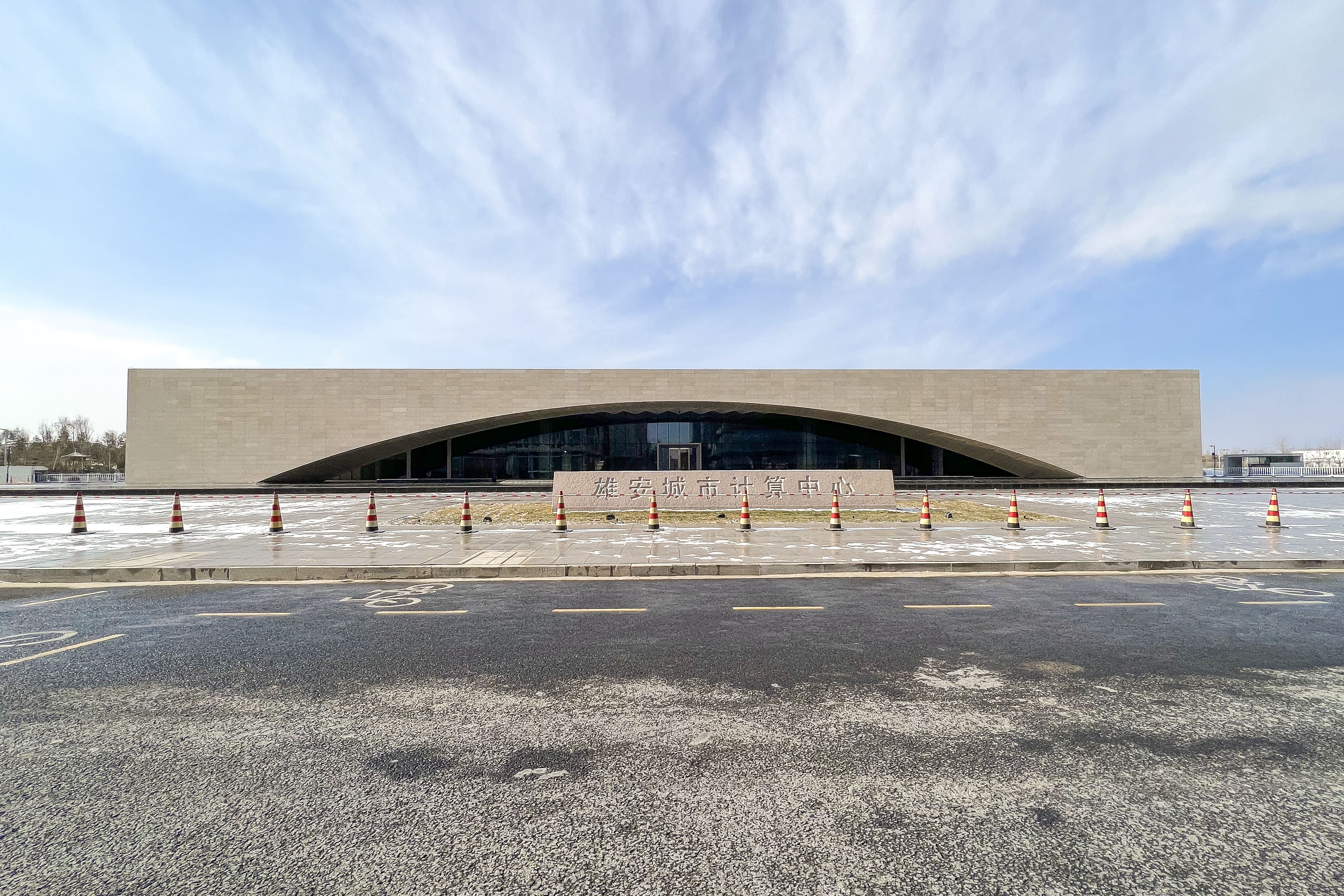
Вычислительный центр Сюнъаня

С 2016 года в Сюнъане проводится эксперимент с инновационным развитием сектора торговли услугами. В июле 2020 года правительство Китая инвестировало 1,05 млрд юаней (около 148,6 млн долларов США) в строительство нового района Сюнъань. Средства пошли на крупные проекты, связанные с переработкой мусора, инфраструктурным строительством (дороги, парковки, газопроводы) и защитой окружающей среды (водоочистные сооружения). Газоснабжение района ведётся через 400-километровый газопровод Тяньцзинь — Сюнъань, построенный компанией China Oil & Gas Piping Network Corporation в 2021 году.
В конце 2022 года в Сюнъане начал официально функционировать вычислительный центр, который также называют «мозг города». Он предлагает сетевые и вычислительные услуги, услуги хранения для больших данных, блокчейна и Интернета вещей.
В новом районе Сюнъань имеется вся необходимая инфраструктура для проведения различных выставок, конференций и семинаров. Здесь базируются штаб-квартиры химического конгломерата Sinochem Holdings, энергетической корпорации China Huaneng Group, сырьевого гиганта China Mineral Resources Group, телекоммуникационной корпорации China Satellite Network Group.
В феврале 2024 года Комплексная бондовая зона нового района Сюнъань запустила экспортные операции. В мае 2024 года в Сюнъане была введена в эксплуатацию зона освоения новых и высоких технологий (научно-технологические и внешнеторговые услуги, бизнес-услуги, авиационно-космическая промышленность, информационная индустрия, новые материалы и биотехнологии).

### Энергетика
По состоянию на март 2024 года общая установленная мощность производства экологически чистой энергии достигла 159,5 тыс. кВт.

### Недвижимость
Ожидание крупных инвестиций и перемещения части столичных предприятий в Сюнъань привело к резкому росту цен на недвижимость. Местные власти временно заморозили продажи новых объектов недвижимости.

## Транспорт

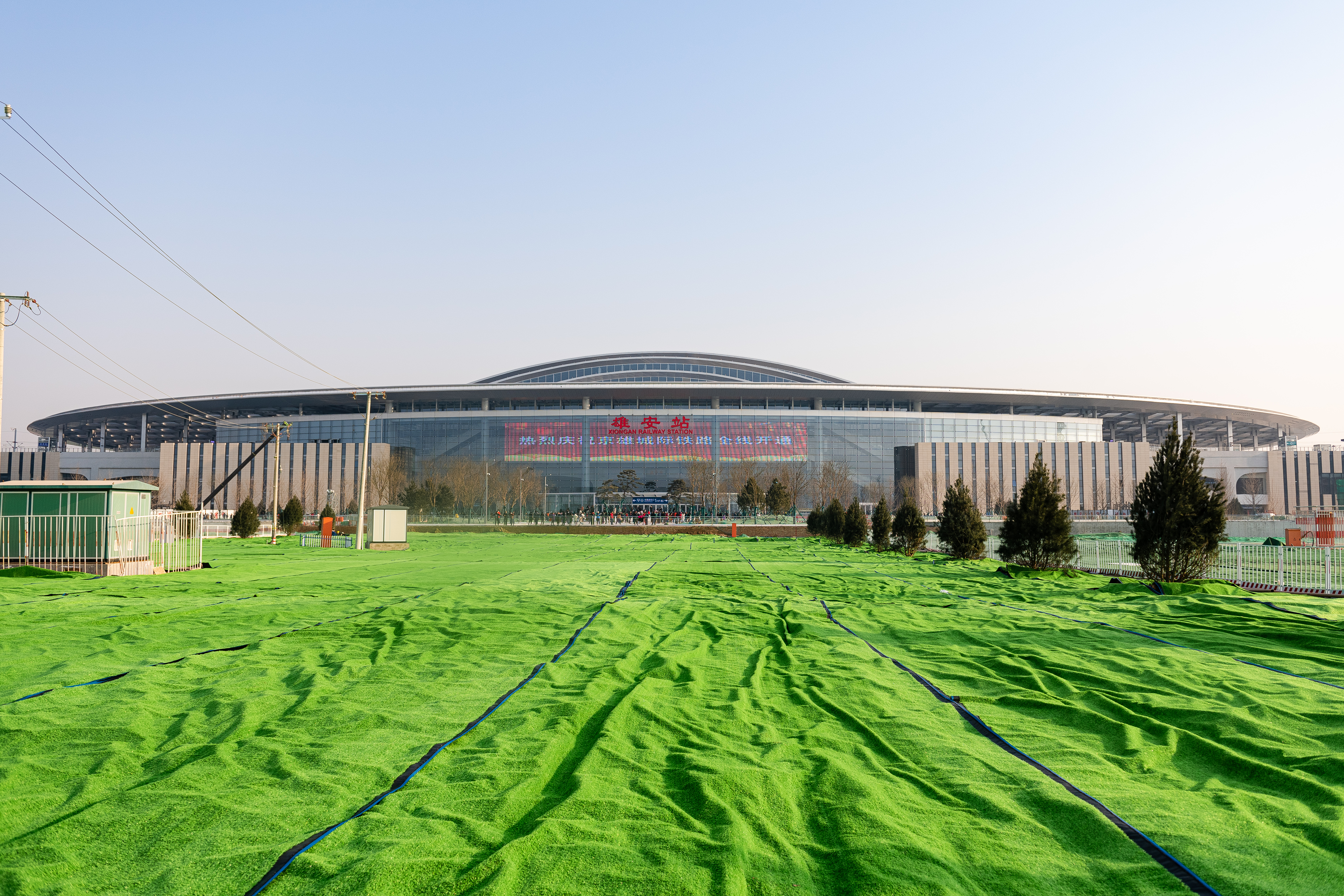
Новый вокзал Сюнъаня

В декабре 2020 года была введена в эксплуатацию скоростная железнодорожная линия (Line R1 или Xiong'an Rail Transit), связавшая новый вокзал Сюнъаня с международным аэропортом Дасин и Западным вокзалом Пекина.
На вокзалах Байгоу и Байандянь останавливаются поезда, следующие по скоростной линии Тяньцзинь — Баодин, которая была введена в эксплуатацию в декабре 2015 года. Ведётся строительство 342-километровой скоростной железнодорожной линии Сюнъань — Синьчжоу.
Также по территории района проходят скоростные автомагистрали G18 и G45, скоростные шоссе Пекин — Сюнъань и Жунчэн — Ухай.

### Особая зона для беспилотных автомобилей
По замыслу, Сюнъань должен стать первым в мире городом, обслуживаемым беспилотными автомобилями. Правительство предполагает инвестировать 583 миллиарда долларов и довести население нового города до 2,5 миллионов человек. Компания Baidu заключила контракт с местной администрацией на создание «города искусственного интеллекта». В проект включилась Alibaba Group. Целью проекта является создание в городе особой инфраструктуры, которая позволяет с высокой надёжностью, безопасностью и экологичностью управлять транспортными потоками, координируя движение беспилотных автомобилей. В инфраструктуру входит повсеместное оборудование сенсоров, применение светофоров с камерами компьютерного видения, систем распознавания пешеходов на перекрёстках и их возраста, а также резкое уменьшение парковочных мест в городе за счёт высокой оптимизации и использования подземных парковок. Далее предполагается освободить центральную часть города от машин — для пешеходов и велосипедистов, спрятав основные магистрали в туннели. При этом движение в подземных туннелях будет поддерживаться на высоких скоростях. Такое усовершенствование транспортной системы можно реализовать с беспилотными автомобилями, но очень трудно с обычными по причине сложности регулирования.

## Наука и образование
В районе Сюнъань расположены научный центр государственной компании China Electronics Technology Group, исследовательский институт компании China Mobile, Интеллектуальная лаборатория университета Цинхуа и Сюнъаньский институт инноваций и исследований при Китайской академии наук.

## Галерея

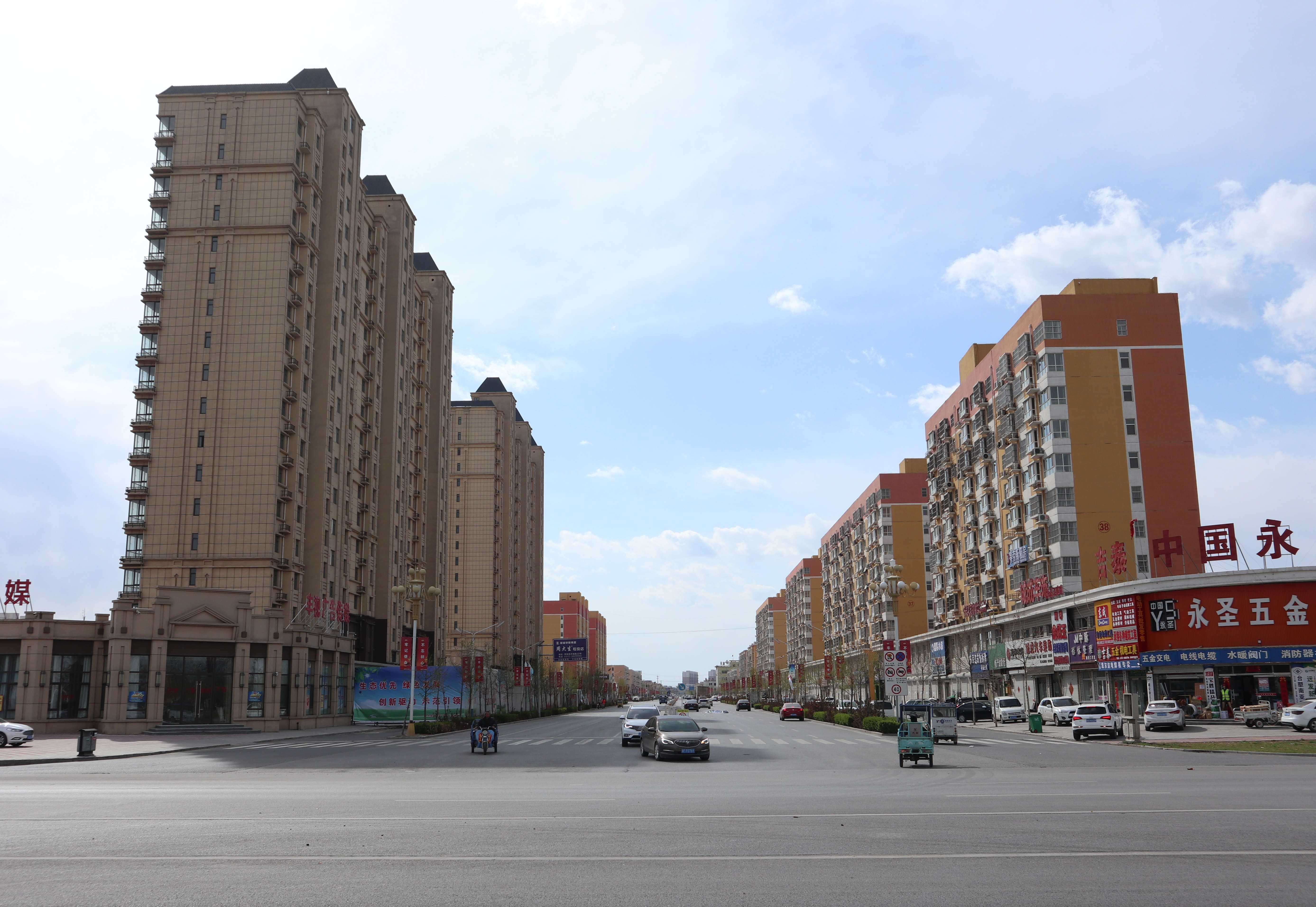
Жилая застройка в Жунчэне
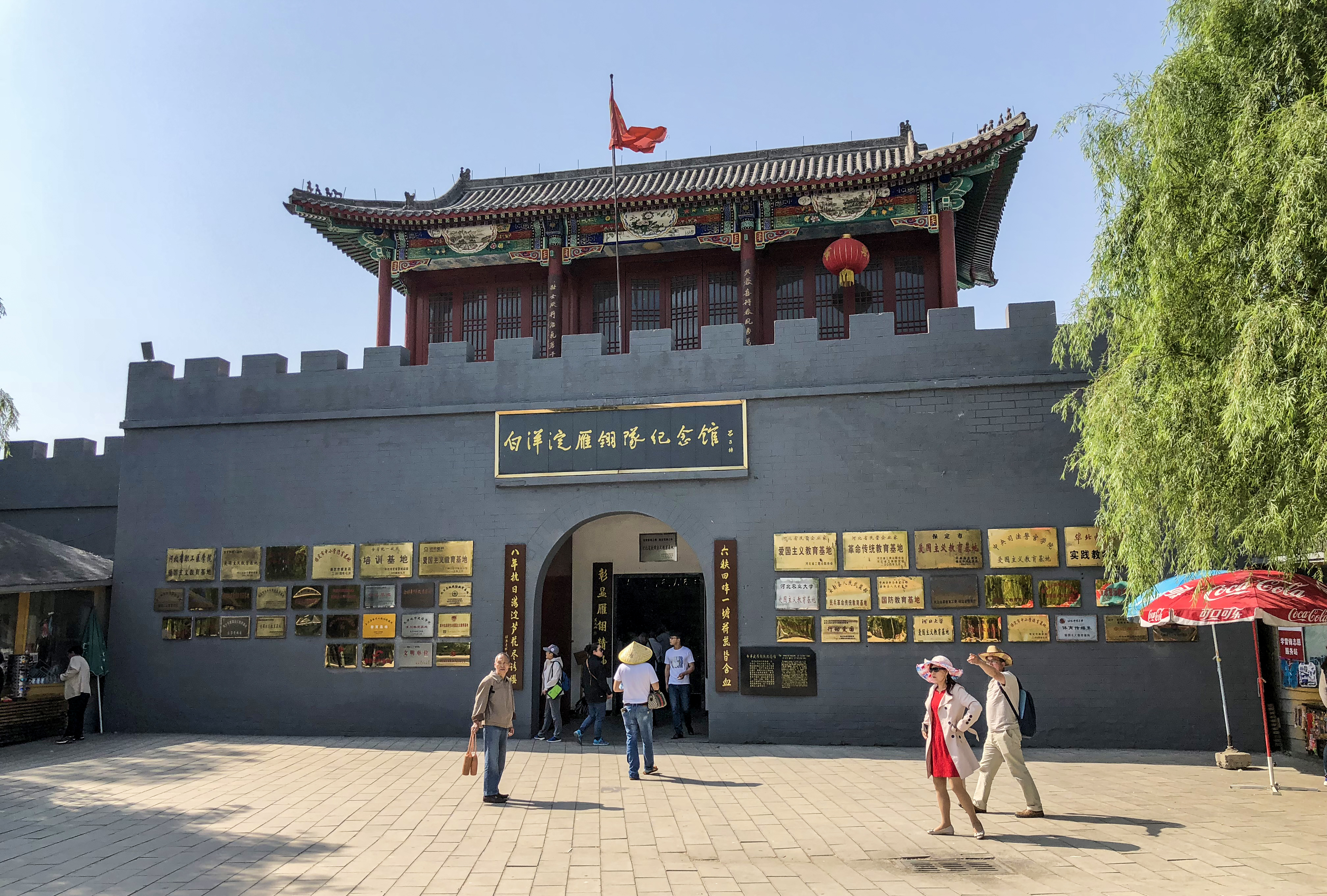
Музей в уезде Аньсинь
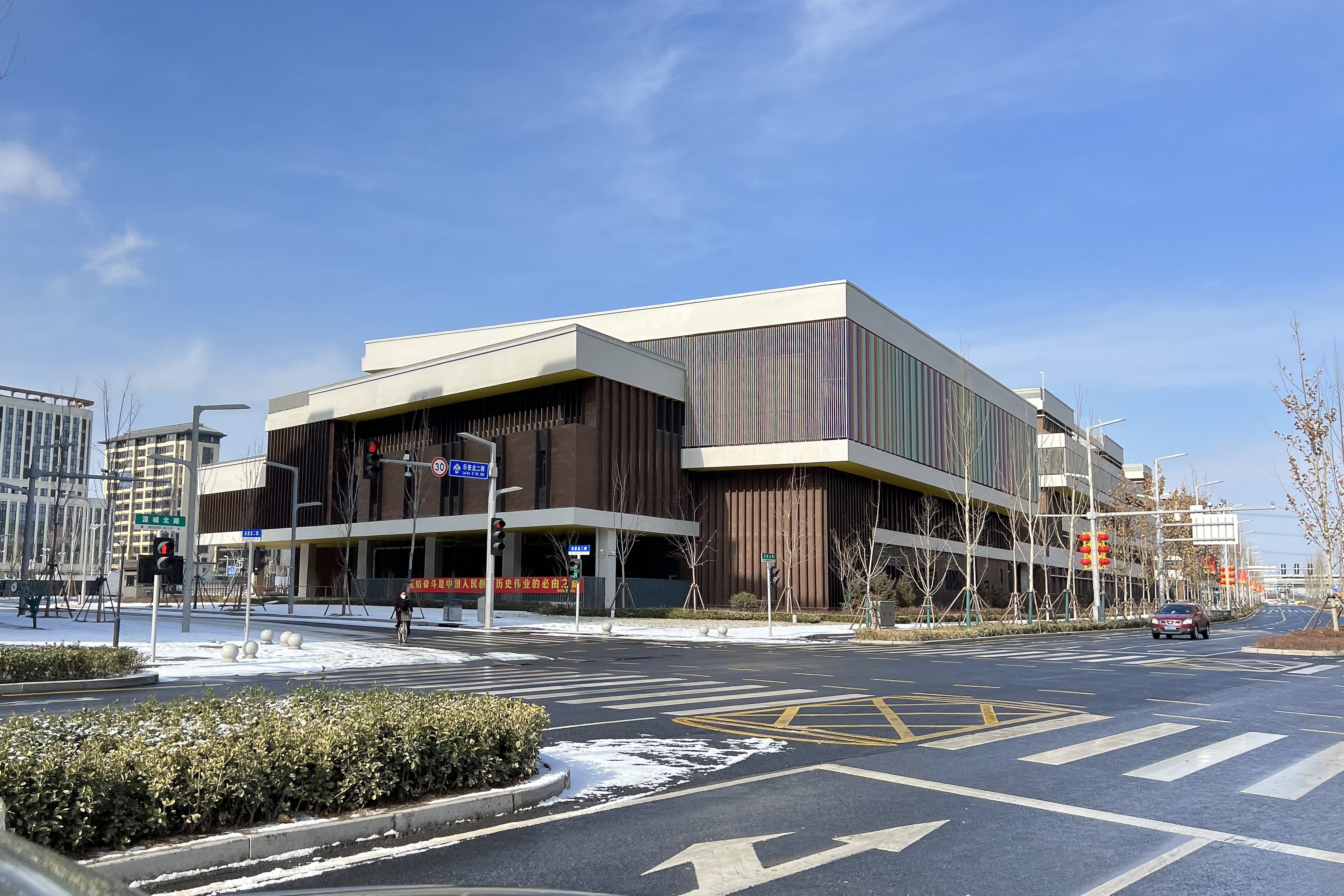
Средняя школа Жунхэ
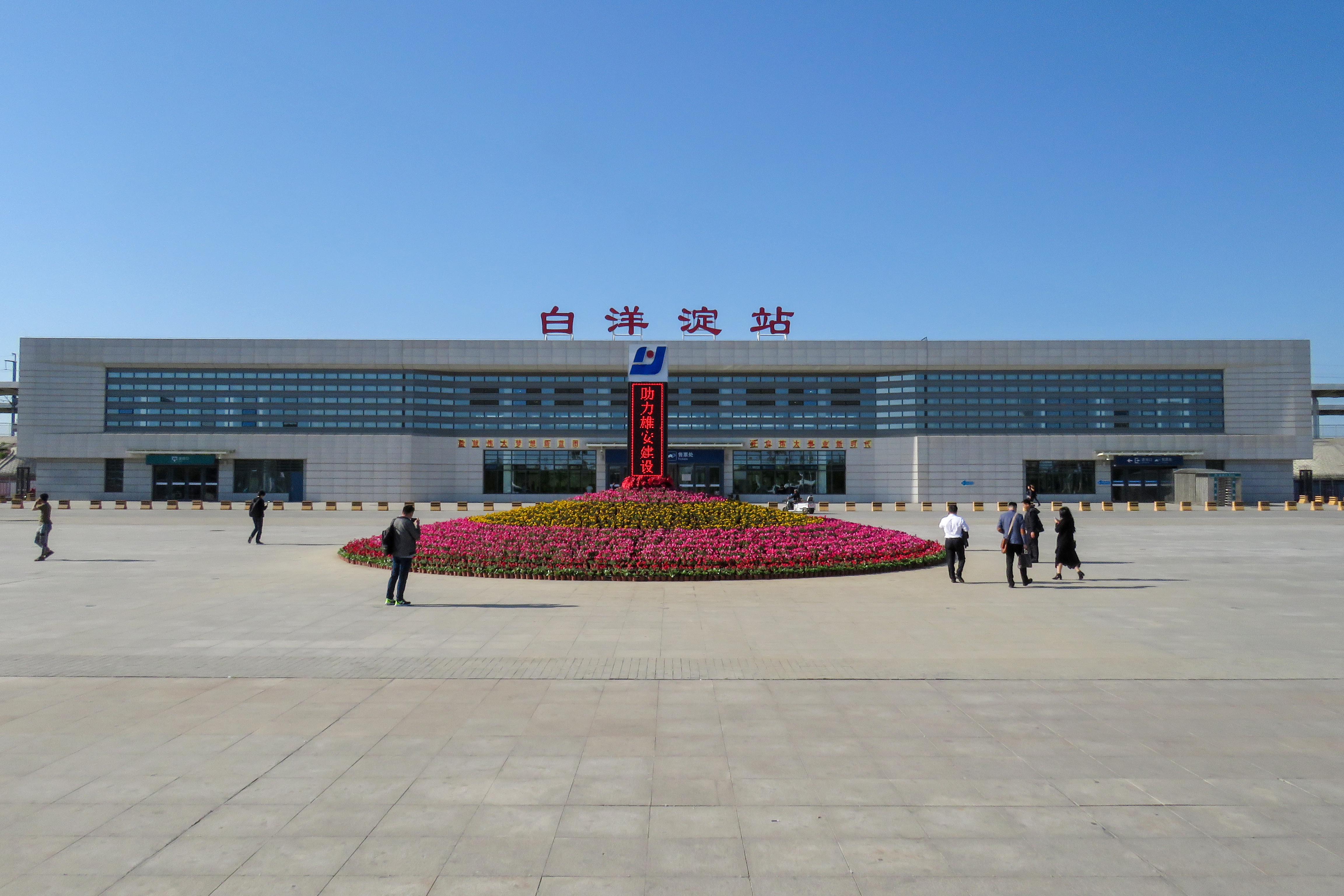
Вокзал Байандянь
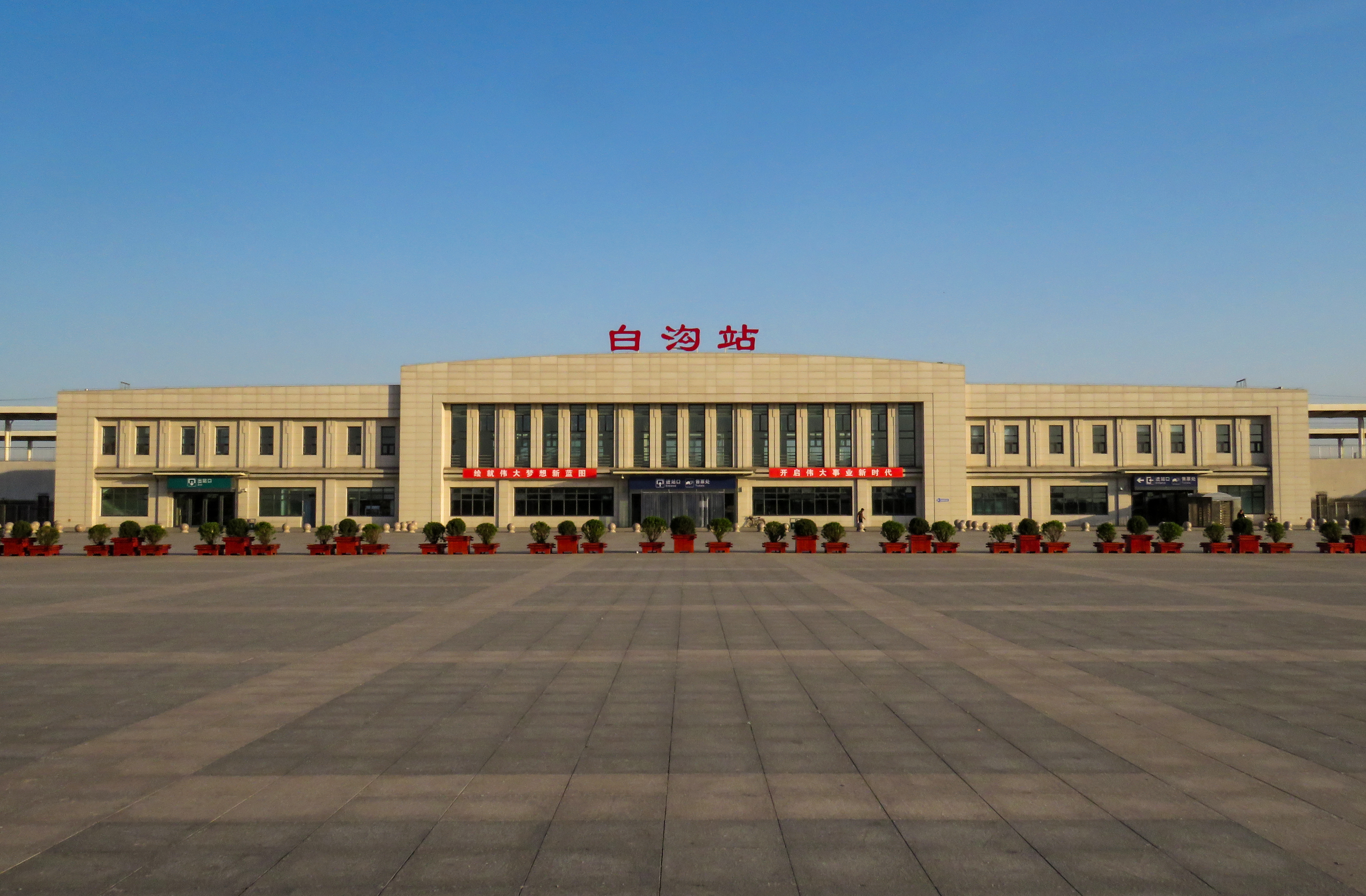
Вокзал Байгоу
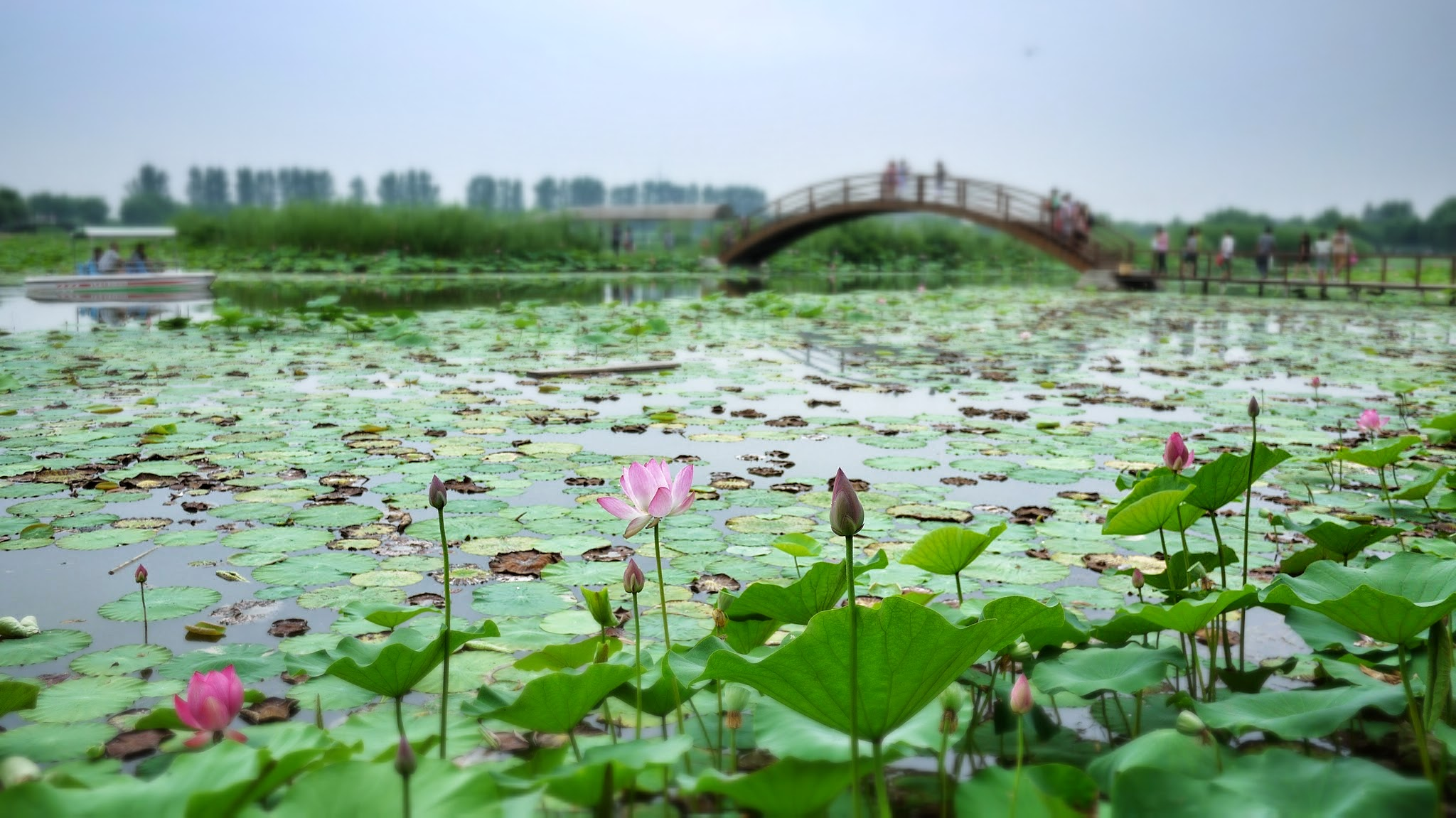
Озеро Байяндянь